# Listă de biografii
Despre biografii la Wikipedia vezi Wikipedia:Articole biografice.

## Liste de biografii
- Lista interpretilor de muzica clasica români
- Listă a interpreților de muzică populară
- Listă de medici (alfabetică)
- Listă de medici veterinari (alfabetică)
- Lista celor mai importanți români
- Lista celor mai importanți scandinavi
- Listă de chimiști
- Listă de fizicieni
- Listă de geografi
- Listă de ingineri români
- Listă de instrumentiști străini
- Listă de inventatori
- Listă de istorici
- Listă de juriști români
- Listă de matematicieni
- Listă de oameni de știință arabi
- Listă de profesori români
- Listă de scriitori
- Lista oamenilor de știință în tehnologia informației
- Lista de terapeuți straini
- Lista de terapeuți romani
- Lista de artiști români
- Listă de actori români

### Subgenuri ale genului biografic
- Autobiografie
- Carnete de călătorie
- Corespondență
- Documente literare
- Jurnal zilnic